# Declaração de Restabelecimento do Estado da Lituânia

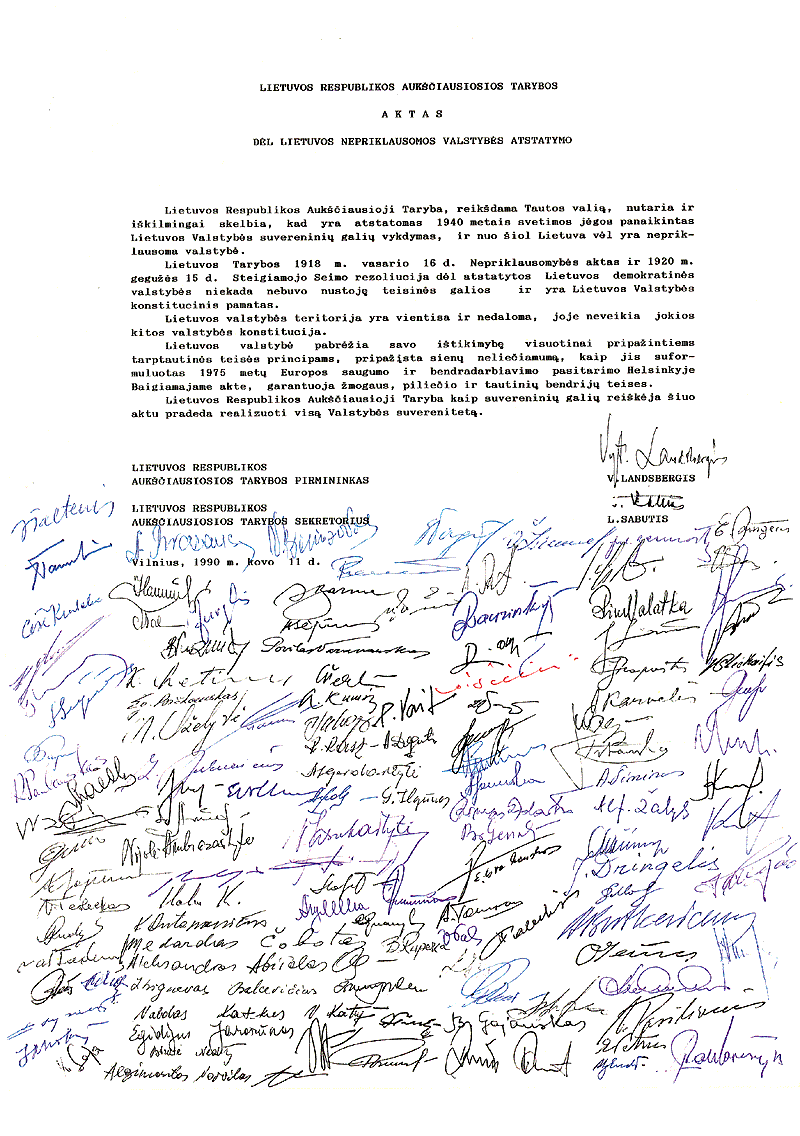
Ato de Restabelecimento do Estado da Lituânia com assinaturas dos delegados

A Declaração de Restabelecimento do Estado da Lituânia ou Declaração de 11 de Março, assinada pelos membros do Conselho Supremo da República da Lituânia, proclamou o restabelecimento da independência da Lituânia em 11 de março de 1990.

## História

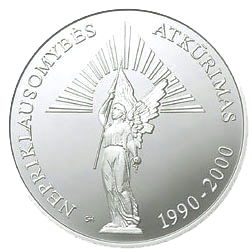
Moeda comemorativa de 50 litas dedicada ao décimo aniversário da independência.

Assinada por todos os membros do Supremo Conselho da República da Lituânia liderado por Sąjūdis. O ato enfatizou a restauração e a continuidade legal da Lituânia do período entre guerras, que foi ocupada pela União Soviética e perdeu a independência em junho de 1940. Foi a primeira república soviética das 15 repúblicas soviéticas para declarar independência da União Soviética. As outras 14 repúblicas soviéticas mais tarde declarariam sua independência. Esses eventos causariam a dissolução da União Soviética em 1991.